# Hethmoscelis
Hethmoscelis é um gênero de mariposa pertencente à família Acrolepiidae.